# Streitmoor
Das Streitmoor ist ein Naturschutzgebiet in der niedersächsischen Stadt Lüneburg und in der Gemeinde Adendorf im Landkreis Lüneburg.
Das Naturschutzgebiet mit dem Kennzeichen NSG LÜ 020 ist 13 Hektar groß. Es grenzt im Norden und Westen an das „Landschaftsschutzgebiet des Landkreises Lüneburg“. Das Gebiet steht seit dem 7. Juni 1972 unter Naturschutz. Zuständige untere Naturschutzbehörde ist der Landkreis Lüneburg.
Das Naturschutzgebiet liegt nördlich von Lüneburg und westlich von Adendorf am Rande der Niederung der Ilmenau, von der es durch einen Höhenrücken getrennt ist. Das Gebiet stellt eine lang gestreckte Bodensenke unter Schutz, in der durch die Verlandung eines Weihers ein Moor entstanden ist. Der Verlandungsbereich wird in den nassen Bereichen durch Schilfröhrichte und zum Rand hin durch Torfmoose geprägt. Die Torfmoose gehen in von Pfeifengräsern und Birkenwald geprägte Bereiche über. Die höhergelegenen, trockeneren Bereiche sind vorwiegend mit Kiefern bestanden.
Das Gebiet wird durch einen Graben zur Ilmenau entwässert und darf nicht betreten werden.